# 指揮士官長

指揮士官長軍階標示

指揮士官長(英語:command sergeant major，縮寫CSM ) 是美國陸軍的士官階級。該軍階的擔任都是美國陸軍營或更高級別單位中最資深的士兵。指揮士官長可以擔任發言人、解決士兵們的問題，他們也是指揮官的高級顧問，具體職責因指揮官而異，包括觀察訓練士兵和與士兵們的家屬溝通。

## 歷史
指揮士官長作為營級部隊中最高級別的士官，於1967年7月設立，但到1975年12月才確定其職責。